# 섬 컴 러닝
섬 컴 러닝(Some Came Running)은 미국에서 제작된 빈센트 미넬리 감독의 1958년 드라마, 멜로/로맨스 영화이다. 프랭크 시나트라 등이 주연으로 출연하였고 솔 C. 시겔 등이 제작에 참여하였다.

## 출연

### 주연
- 프랭크 시나트라
- 딘 마틴
- 셜리 맥클레인

### 조연
- 마사 하이어
- 아서 케네디
- 낸시 게이트
- 레오라 다나
- 베티 루 케임
- 래리 게이츠
- 스티븐 펙
- 코니 길크리스트
- 네드 웨버

## 제작진
- 원작자: 제임스 존스
- 의상: 월터 플렁킷